# لیتوینکی (استان پودلاسکی)
لیتوینکی (به لاتین: Litwinki) یک روستا در لهستان است که در گمینا کوژنگتسا واقع شده‌است.